# Danh sách tiểu hành tinh: 20801–20900
| Tên                   | Tên đầu tiên | Ngày phát hiện       | Nơi phát hiện   | Người phát hiện |
| --------------------- | ------------ | -------------------- | --------------- | --------------- |
| 20801 -               | 2000 SC179   | 28 tháng 9 năm 2000  | Socorro         | LINEAR          |
| 20802 -               | 2000 SR179   | 28 tháng 9 năm 2000  | Socorro         | LINEAR          |
| 20803 -               | 2000 SK188   | 21 tháng 9 năm 2000  | Haleakala       | NEAT            |
| 20804 Etter           | 2000 SW209   | 25 tháng 9 năm 2000  | Socorro         | LINEAR          |
| 20805 -               | 2000 SC220   | 16 tháng 9 năm 2000  | Socorro         | LINEAR          |
| 20806 -               | 2000 SW220   | 16 tháng 9 năm 2000  | Socorro         | LINEAR          |
| 20807 -               | 2000 SY220   | 16 tháng 9 năm 2000  | Socorro         | LINEAR          |
| 20808 -               | 2000 SR243   | 24 tháng 9 năm 2000  | Socorro         | LINEAR          |
| 20809 Eshinjolly      | 2000 SW259   | 24 tháng 9 năm 2000  | Socorro         | LINEAR          |
| 20810 -               | 2000 SE266   | 16 tháng 9 năm 2000  | Socorro         | LINEAR          |
| 20811 -               | 2000 ST266   | 16 tháng 9 năm 2000  | Socorro         | LINEAR          |
| 20812 Shannonbabb     | 2000 SL269   | 27 tháng 9 năm 2000  | Socorro         | LINEAR          |
| 20813 Aakashshah      | 2000 SB274   | 28 tháng 9 năm 2000  | Socorro         | LINEAR          |
| 20814 Laurajones      | 2000 SW292   | 27 tháng 9 năm 2000  | Socorro         | LINEAR          |
| 20815 -               | 2000 SZ318   | 16 tháng 9 năm 2000  | Socorro         | LINEAR          |
| 20816 -               | 2000 SQ319   | 16 tháng 9 năm 2000  | Socorro         | LINEAR          |
| 20817 Liuxiaofeng     | 2000 TT50    | 1 tháng 10 năm 2000  | Socorro         | LINEAR          |
| 20818 Karmadiraju     | 2000 TQ54    | 1 tháng 10 năm 2000  | Socorro         | LINEAR          |
| 20819 -               | 2000 TX55    | 1 tháng 10 năm 2000  | Socorro         | LINEAR          |
| 20820 -               | 2000 UZ3     | 24 tháng 10 năm 2000 | Socorro         | LINEAR          |
| 20821 Balasridhar     | 2000 UT5     | 24 tháng 10 năm 2000 | Socorro         | LINEAR          |
| 20822 Lintingnien     | 2000 UK7     | 24 tháng 10 năm 2000 | Socorro         | LINEAR          |
| 20823 Liutingchun     | 2000 UZ7     | 24 tháng 10 năm 2000 | Socorro         | LINEAR          |
| 20824 -               | 2000 UX9     | 24 tháng 10 năm 2000 | Socorro         | LINEAR          |
| 20825 -               | 2000 UN11    | 16 tháng 10 năm 2000 | Fountain Hills  | C. W. Juels     |
| 20826 -               | 2000 UV13    | 21 tháng 10 năm 2000 | Bisei SG Center | BATTeRS         |
| 20827 -               | 2000 UY25    | 24 tháng 10 năm 2000 | Socorro         | LINEAR          |
| 20828 Linchen         | 2000 UO27    | 24 tháng 10 năm 2000 | Socorro         | LINEAR          |
| 20829 -               | 2000 UR27    | 24 tháng 10 năm 2000 | Socorro         | LINEAR          |
| 20830 Luyajia         | 2000 UG45    | 24 tháng 10 năm 2000 | Socorro         | LINEAR          |
| 20831 Zhangyi         | 2000 UM47    | 24 tháng 10 năm 2000 | Socorro         | LINEAR          |
| 20832 Santhikodali    | 2000 UQ47    | 24 tháng 10 năm 2000 | Socorro         | LINEAR          |
| 20833 -               | 2000 US47    | 24 tháng 10 năm 2000 | Socorro         | LINEAR          |
| 20834 Allihewlett     | 2000 UM48    | 24 tháng 10 năm 2000 | Socorro         | LINEAR          |
| 20835 Eliseadcock     | 2000 UY49    | 24 tháng 10 năm 2000 | Socorro         | LINEAR          |
| 20836 Marilytedja     | 2000 UE51    | 24 tháng 10 năm 2000 | Socorro         | LINEAR          |
| 20837 Ramanlal        | 2000 UX52    | 24 tháng 10 năm 2000 | Socorro         | LINEAR          |
| 20838 -               | 2000 UY53    | 24 tháng 10 năm 2000 | Socorro         | LINEAR          |
| 20839 Bretharrison    | 2000 US55    | 24 tháng 10 năm 2000 | Socorro         | LINEAR          |
| 20840 Borishanin      | 2000 UF58    | 25 tháng 10 năm 2000 | Socorro         | LINEAR          |
| 20841 -               | 2000 UM69    | 25 tháng 10 năm 2000 | Socorro         | LINEAR          |
| 20842 -               | 2000 UG75    | 31 tháng 10 năm 2000 | Socorro         | LINEAR          |
| 20843 Kuotzuhao       | 2000 UZ78    | 24 tháng 10 năm 2000 | Socorro         | LINEAR          |
| 20844 -               | 2000 UK97    | 25 tháng 10 năm 2000 | Socorro         | LINEAR          |
| 20845 -               | 2000 UY102   | 25 tháng 10 năm 2000 | Socorro         | LINEAR          |
| 20846 Liyulin         | 2000 US103   | 25 tháng 10 năm 2000 | Socorro         | LINEAR          |
| 20847 -               | 2000 UW104   | 27 tháng 10 năm 2000 | Socorro         | LINEAR          |
| 20848 -               | 2000 UA105   | 27 tháng 10 năm 2000 | Socorro         | LINEAR          |
| 20849 -               | 2000 VJ1     | 1 tháng 11 năm 2000  | Socorro         | LINEAR          |
| 20850 Gaglani         | 2000 VF2     | 1 tháng 11 năm 2000  | Socorro         | LINEAR          |
| 20851 Ramachandran    | 2000 VA8     | 1 tháng 11 năm 2000  | Socorro         | LINEAR          |
| 20852 Allilandstrom   | 2000 VY12    | 1 tháng 11 năm 2000  | Socorro         | LINEAR          |
| 20853 Yunxiangchu     | 2000 VQ13    | 1 tháng 11 năm 2000  | Socorro         | LINEAR          |
| 20854 Tetruashvily    | 2000 VH27    | 1 tháng 11 năm 2000  | Socorro         | LINEAR          |
| 20855 Arifawan        | 2000 VV27    | 1 tháng 11 năm 2000  | Socorro         | LINEAR          |
| 20856 Hamzabari       | 2000 VT28    | 1 tháng 11 năm 2000  | Socorro         | LINEAR          |
| 20857 Richardromeo    | 2000 VA30    | 1 tháng 11 năm 2000  | Socorro         | LINEAR          |
| 20858 Cuirongfeng     | 2000 VM31    | 1 tháng 11 năm 2000  | Socorro         | LINEAR          |
| 20859 -               | 2000 VT31    | 1 tháng 11 năm 2000  | Socorro         | LINEAR          |
| 20860 -               | 2000 VS34    | 1 tháng 11 năm 2000  | Socorro         | LINEAR          |
| 20861 Lesliebeh       | 2000 VX34    | 1 tháng 11 năm 2000  | Socorro         | LINEAR          |
| 20862 Jenngoedhart    | 2000 VY34    | 1 tháng 11 năm 2000  | Socorro         | LINEAR          |
| 20863 Jamescronk      | 2000 VW35    | 1 tháng 11 năm 2000  | Socorro         | LINEAR          |
| 20864 -               | 2000 VF36    | 1 tháng 11 năm 2000  | Socorro         | LINEAR          |
| 20865 -               | 2000 VL36    | 1 tháng 11 năm 2000  | Socorro         | LINEAR          |
| 20866 -               | 2000 VP37    | 1 tháng 11 năm 2000  | Socorro         | LINEAR          |
| 20867 -               | 2000 VT37    | 1 tháng 11 năm 2000  | Socorro         | LINEAR          |
| 20868 -               | 2000 VR39    | 1 tháng 11 năm 2000  | Socorro         | LINEAR          |
| 20869 -               | 2000 VK45    | 1 tháng 11 năm 2000  | Socorro         | LINEAR          |
| 20870 Kaningher       | 2000 VC48    | 2 tháng 11 năm 2000  | Socorro         | LINEAR          |
| 20871 -               | 2000 VJ48    | 2 tháng 11 năm 2000  | Socorro         | LINEAR          |
| 20872 -               | 2000 VV48    | 2 tháng 11 năm 2000  | Socorro         | LINEAR          |
| 20873 Evanfrank       | 2000 VH49    | 2 tháng 11 năm 2000  | Socorro         | LINEAR          |
| 20874 MacGregor       | 2000 VL49    | 2 tháng 11 năm 2000  | Socorro         | LINEAR          |
| 20875 -               | 2000 VU49    | 2 tháng 11 năm 2000  | Socorro         | LINEAR          |
| 20876 -               | 2000 VW49    | 2 tháng 11 năm 2000  | Socorro         | LINEAR          |
| 20877 -               | 2000 VD50    | 2 tháng 11 năm 2000  | Socorro         | LINEAR          |
| 20878 Uwetreske       | 2000 VH50    | 2 tháng 11 năm 2000  | Socorro         | LINEAR          |
| 20879 Chengyuhsuan    | 2000 VJ55    | 3 tháng 11 năm 2000  | Socorro         | LINEAR          |
| 20880 Yiyideng        | 2000 VE57    | 3 tháng 11 năm 2000  | Socorro         | LINEAR          |
| 20881 -               | 2000 VG57    | 3 tháng 11 năm 2000  | Socorro         | LINEAR          |
| 20882 -               | 2000 VH57    | 3 tháng 11 năm 2000  | Socorro         | LINEAR          |
| 20883 Gervais         | 2000 VD58    | 3 tháng 11 năm 2000  | Socorro         | LINEAR          |
| 20884 -               | 2000 VA59    | 1 tháng 11 năm 2000  | Socorro         | LINEAR          |
| 20885 -               | 2000 WD2     | 18 tháng 11 năm 2000 | Fountain Hills  | C. W. Juels     |
| 20886 -               | 2000 WE2     | 18 tháng 11 năm 2000 | Fountain Hills  | C. W. Juels     |
| 20887 Ngwaikin        | 2000 WP2     | 18 tháng 11 năm 2000 | Desert Beaver   | W. K. Y. Yeung  |
| 20888 Siyueguo        | 2000 WB14    | 20 tháng 11 năm 2000 | Socorro         | LINEAR          |
| 20889 -               | 2000 WB15    | 20 tháng 11 năm 2000 | Socorro         | LINEAR          |
| 20890 -               | 2000 WN19    | 25 tháng 11 năm 2000 | Fountain Hills  | C. W. Juels     |
| 20891 -               | 2000 WN28    | 23 tháng 11 năm 2000 | Haleakala       | NEAT            |
| 20892 MacChnoic       | 2000 WE75    | 20 tháng 11 năm 2000 | Socorro         | LINEAR          |
| 20893 Rosymccloskey   | 2000 WJ75    | 20 tháng 11 năm 2000 | Socorro         | LINEAR          |
| 20894 Krumeich        | 2000 WP93    | 21 tháng 11 năm 2000 | Socorro         | LINEAR          |
| 20895 -               | 2000 WU106   | 20 tháng 11 năm 2000 | Socorro         | LINEAR          |
| 20896 Tiphene         | 2000 WW141   | 20 tháng 11 năm 2000 | Anderson Mesa   | LONEOS          |
| 20897 Deborahdomingue | 2000 WR142   | 20 tháng 11 năm 2000 | Anderson Mesa   | LONEOS          |
| 20898 Fountainhills   | 2000 WE147   | 30 tháng 11 năm 2000 | Fountain Hills  | C. W. Juels     |
| 20899 -               | 2000 XB3     | 1 tháng 12 năm 2000  | Socorro         | LINEAR          |
| 20900 -               | 2000 XW4     | 1 tháng 12 năm 2000  | Socorro         | LINEAR          |